# Corona castrense

Corona castrense

La corona castrense (latino: corona castrensis, "corona dell'accampamento"), detta anche corona vallare (latino: corona vallaris, "corona di vallo") era una corona romana utilizzata come onorificenza della Repubblica e dell'Impero. Spettava al primo uomo che fosse entrato con le armi in pugno nell'accampamento nemico.

## Caratteristiche della corona castrense
La corona era realizzata in oro, in foggia di palizzata acuminata, tipica dei valli difensivi degli accampamenti. Era il corrispettivo della corona muraria, destinata al primo uomo che forzasse le difese di una città.

### Fonti primarie
- Aulo Gellio, Noctes Atticae
- Cicerone, Pro Plancio
- Plinio il Vecchio, Naturalis historia
- Polibio, Historiae
- Tacito, Annales
- Seneca, De clementia

### Fonti secondarie
- William Smith, "Corona", A Dictionary of Greek and Roman Antiquities, John Murray, 1875.